# Казімерово (Куявсько-Поморське воєводство)
Казімерово (пол. Kazimierowo) — село в Польщі, у гміні Ізбиця-Куявська Влоцлавського повіту Куявсько-Поморського воєводства.
Населення — 255 осіб (2011).
У 1975-1998 роках село належало до Влоцлавського воєводства.

## Демографія
Демографічна структура станом на 31 березня 2011 року:
|          | Загалом | Допрацездатний вік | Працездатний вік | Постпрацездатний вік |
| -------- | ------- | ------------------ | ---------------- | -------------------- |
| Чоловіки | 126     | 33                 | 83               | 10                   |
| Жінки    | 129     | 33                 | 77               | 19                   |
| Разом    | 255     | 66                 | 160              | 29                   |